# Puig Codina
El Puig Codina és una muntanya de 853 metres que es troba al municipi de Terrassa, a la comarca del Vallès Occidental.